# 곡경아목
곡경아목(曲頸亞目, Pleurodira)은 거북목에 속하는 2개의 아목 중 하나이다. 목을 등 껍질인 갑(甲) 속에 옆으로 구부려 넣는 거북을 가리킨다. 거북목의 나머지 아목은 잠경아목(潛頸亞目, Cryptodira)이다.

## 분포
뱀목거북과는 남아메리카 대륙, 인도네시아(뉴기니섬 주변 섬), 오스트레일리아, 파푸아뉴기니에 분포하며, 가로목거북과는 아프리카 대륙과 남아메리카, 예멘, 사우디 아라비아, 세이셸, 마다가스카르에서 발견된다.

## 하위 분류
- 뱀목거북상과 (Chelidoidea)
  - 뱀목거북과 (Chelidae)
- 가로목거북상과 (Pelomedusoidea)
  - 가로목거북과 (Pelomedusidae)
  - 큰가로목거북과 또는 견목거북과 (Podocnemididae)